# Marco Tasca
Marco Tasca (Sant'Angelo di Piove di Sacco, 9 giugno 1957) è un arcivescovo cattolico e religioso italiano dall'8 maggio 2020 arcivescovo metropolita di Genova. Dal 2007 al 2019 ha ricoperto l'incarico di Ministro generale dell'Ordine dei frati minori conventuali.

## Biografia
Nasce a Sant'Angelo di Piove di Sacco, in provincia e diocesi di Padova, il 9 giugno 1957.

### Formazione
Dopo la scuola elementare, il 29 settembre 1968 entra nel seminario serafico di Camposampiero ove frequenta le scuole medie inferiori. Quindi si trasferisce a Pedavena, in provincia di Belluno, per frequentare il ginnasio, e a Brescia per il liceo classico.
Al termine dell'anno di noviziato, il 17 settembre 1977 emette la professione temporanea nell'Ordine dei frati minori conventuali. Il 28 novembre 1981 pronuncia i voti solenni presso il convento della Basilica del Santo a Padova.
Tra il 1977 e il 1982 frequenta l'Istituto Teologico Sant'Antonio Dottore di Padova, dove consegue il baccellierato in teologia. Nel 1982 si trasferisce a Roma presso il Collegio internazionale "Seraphicum" del proprio ordine, per frequentare i corsi dell'Università Pontificia Salesiana ove consegue la licenza in psicologia nel 1986 e la licenza in teologia pastorale nel 1988.

### Ministero sacerdotale
Il 19 marzo 1983 è ordinato presbitero, nella chiesa di San Michele Arcangelo a Sant'Angelo di Piove di Sacco, dall'arcivescovo Filippo Franceschi, vescovo di Padova.
Dal 1983 al 1988 ricopre l'incarico di vicario parrocchiale presso la parrocchia di San Giuseppe da Copertino a Roma.
Rientra quindi nella sua provincia religiosa per occuparsi della formazione dei giovani candidati alla vita francescana. Dapprima, tra il 1988 e il 1994, è a Brescia nel convento di San Francesco come rettore del seminario minore. Dal 1994 diventa rettore dello studentato in teologia presso il post-noviziato del Convento Sant'Antonio Dottore a Padova, ove rimane fino al 2001. In questi anni è impegnato anche nell'insegnamento come docente di psicologia e catechetica, soprattutto presso l'Istituto Teologico Sant'Antonio Dottore.
Nel 2001 il capitolo provinciale ordinario lo elegge Custode capitolare e Guardiano del convento di Camposampiero, in provincia di Padova. Nel 2005 viene eletto Ministro provinciale. Nel corso di questo suo incarico diventa anche vicepresidente nazionale della CISM e presidente del Movimento francescano del Nord Est (Mo.Fra.Ne).
Nel 2007 partecipa al 199º capitolo generale ordinario presso il Sacro Convento di Assisi: durante l'incontro, il 26 maggio, è eletto 119º successore di san Francesco per l'Ordine dei minori conventuali. Sei anni più tardi, il 29 gennaio 2013, il 200º capitolo dell'ordine lo rielegge ministro generale per un nuovo sessennio.
All'interno dell'Unione dei Superiori Generali, è presidente della commissione giuridica dal 2013 al 2019 ed è eletto più volte presidente della Conferenza dei Ministri Generali francescani e della Famiglia francescana. Come rappresentante dei religiosi partecipa per tre volte all'assemblea del Sinodo dei vescovi in qualità di sodalis: nel 2012 al Sinodo sulla nuova evangelizzazione, nel 2015 al Sinodo sulla famiglia e nel 2018 al Sinodo sui giovani.
Il suo mandato di ministro generale si conclude il 25 maggio 2019 con l'elezione di Carlos Alberto Trovarelli. In seguito si trasferisce nel convento dei santuari antoniani di Camposampiero.

### Ministero episcopale
L'8 maggio 2020 papa Francesco lo nomina arcivescovo metropolita di Genova; succede al cardinale Angelo Bagnasco, dimessosi per raggiunti limiti di età. L'11 luglio successivo riceve l'ordinazione episcopale, in piazza della Vittoria a Genova, dal cardinale Angelo Bagnasco, co-consacranti l'arcivescovo Gianfranco Agostino Gardin, vescovo emerito di Treviso, e il vescovo Gianfranco Girotti, reggente emerito della Penitenzieria Apostolica. La celebrazione avviene all'aperto e con partecipazione di pubblico ridotta, a causa della pandemia di COVID-19 ancora in corso. Durante la celebrazione riceve il pallio, benedetto dal papa il 29 giugno, e prende possesso dell'arcidiocesi.
Dallo stesso giorno ricopre la carica di presidente della Conferenza episcopale ligure.

## Genealogia episcopale
La genealogia episcopale è:
- Cardinale Scipione Rebiba
- Cardinale Giulio Antonio Santori
- Cardinale Girolamo Bernerio, O.P.
- Arcivescovo Galeazzo Sanvitale
- Cardinale Ludovico Ludovisi
- Cardinale Luigi Caetani
- Cardinale Ulderico Carpegna
- Cardinale Paluzzo Paluzzi Altieri degli Albertoni
- Papa Benedetto XIII
- Papa Benedetto XIV
- Papa Clemente XIII
- Cardinale Enrico Benedetto Stuart
- Papa Leone XII
- Cardinale Chiarissimo Falconieri Mellini
- Cardinale Camillo Di Pietro
- Cardinale Mieczysław Halka Ledóchowski
- Cardinale Jan Maurycy Paweł Puzyna de Kosielsko
- Arcivescovo Józef Bilczewski
- Arcivescovo Bolesław Twardowski
- Arcivescovo Eugeniusz Baziak
- Papa Giovanni Paolo II
- Cardinale Carlo Maria Martini, S.I.
- Cardinale Dionigi Tettamanzi
- Cardinale Angelo Bagnasco
- Arcivescovo Marco Tasca, O.F.M.Conv.

## Araldica
| Stemma | Blasonatura |
| ------ | --- |
|        | Trinciato: nel 1º di rosso con libro d'oro e lettere alfa e omega del campo, nel 2º d'oro con pane spezzato al naturale; al capo d'argento alla croce di bruno caricata del braccio di Cristo posto in banda incrociato al braccio di San Francesco posto in sbarra, moventi da una nuvola del campo. Ornamenti esterni da arcivescovo metropolita. Il motto in lettere maiuscole di nero Ostende nobis Patrem. |